# Josiane Soares
Fernanda Josiane Soares (Blumenau, 21 de junio de 1976) es una atleta brasileña especialista en las disciplinas lanzamiento de peso y lanzamiento de martillo.
A nivel iberoamericano ha ganado la medalla de bronce en el lanzamiento de martillo del XIII Campeonato Iberoamericano de Atletismo de 2008 realizado en Iquique, Chile. Respecto a sus participaciones en el Campeonato Sudamericano de Atletismo, recibió la presea de bronce en Bogotá 1999 y la medalla de plata en Manaus 2001 y en Barquisimeto 2003, todas éstas en lanzamiento de martillo.
Adicionalmente, ha representado a su país en diversas competencias internacionales, entre ellas los Juegos Panamericanos de 2007 realizado en Río de Janeiro y los Juegos Panamericanos de 2011 en Guadalajara.